# 458 Hercynia
A 458 Hercynia (ideiglenes jelöléssel 1900 FK) a Naprendszer kisbolygóövében található aszteroida. Maximilian Franz Joseph Cornelius Wolf és Friedrich Karl Arnold Schwassmann fedezte fel 1900. szeptember 21-én.